# Afralebra superba
Afralebra superba är en insektsart som först beskrevs av Melichar 1908.  Afralebra superba ingår i släktet Afralebra och familjen dvärgstritar. Inga underarter finns listade i Catalogue of Life.